# La Pérousesundet

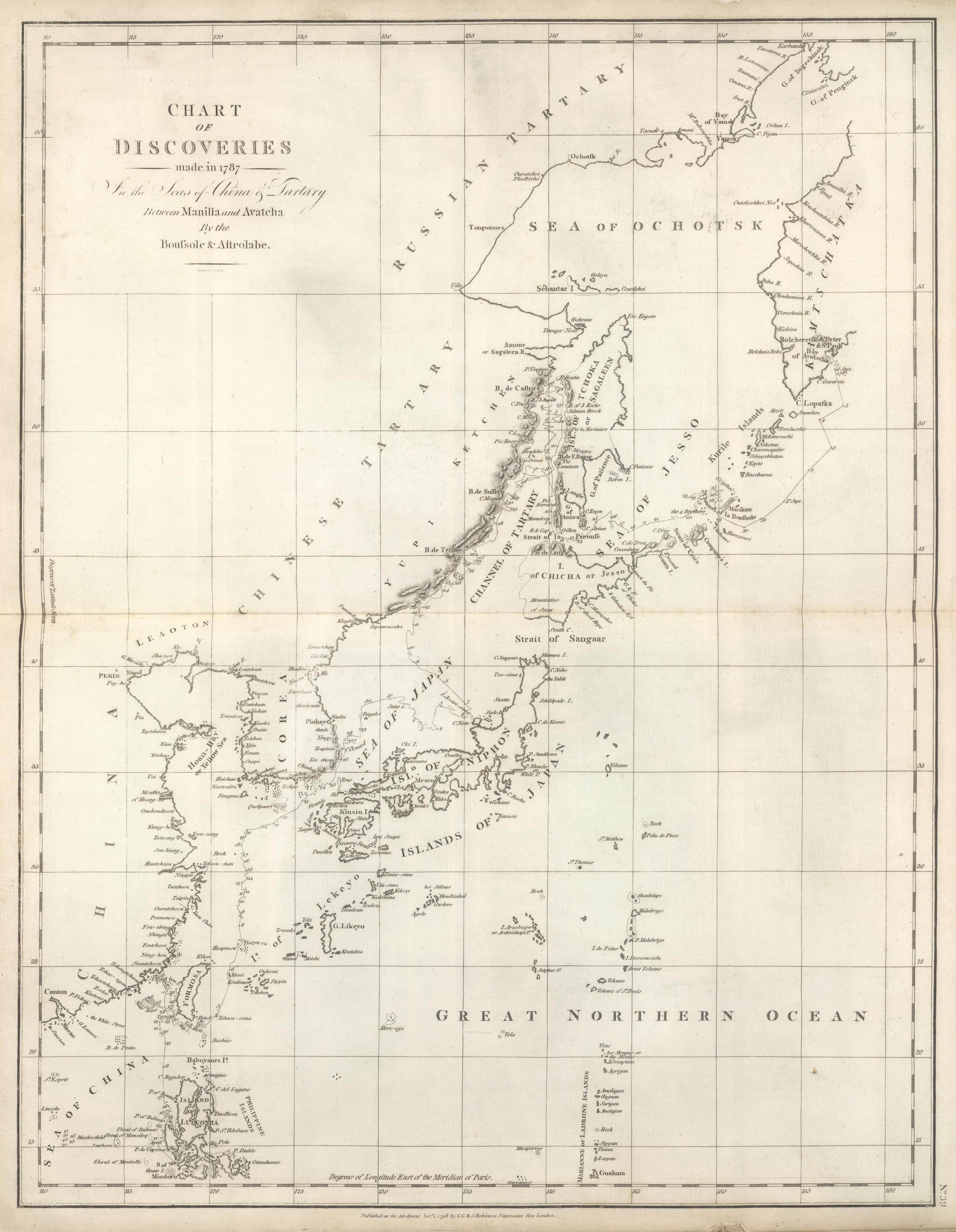
La Pérousesundet kartlagt av Lapérouse.

La Pérousesundet (ryska: Proliv Laperuza, japanska: Sōya Kaikyō) är ett sund som delar den södra delen av den ryska ön Sachalin (Karafuto) från den norra delen av den japanska ön Hokkaido och förbinder Japanska havet i väster med Ochotska havet i öster.
Sundet är 40 km långt och 20 till 40 meter djupt. En liten stenig ö, Kamen Opasnosti, ligger i ryskt vatten i nordöstra delen av sundet. En annan liten ö, Bentenjima, ligger nära den japanska stranden av sundet.
Sundet är uppkallat efter Jean-François de La Pérouse som utforskade det 1787.
Japans territorialvatten sträcker sig tre sjömil ut i La Pérousesundet istället för de vanliga tolv, enligt uppgift för att amerikanska kärnvapenbestyckade krigsfartyg och ubåtar ska kunna segla genom sundet utan att bryta mot Japans förbud mot kärnvapen på sitt territorium.